# Ollie Matson
Ollie Genoa Matson, född 1 maj 1930 i Trinity i Texas, död 19 februari 2011 i Los Angeles i Kalifornien, var en amerikansk friidrottare.
Matson blev olympisk bronsmedaljör på 400 meter vid sommarspelen 1952 i Helsingfors.